# Nhân danh công lý (phim)
Nhân danh công lý (tựa gốc: The Lincoln Lawyer) là một bộ phim neo noir hành pháp giật gân của Mỹ năm 2011 chuyển thể từ tiểu thuyết cùng tên của Michael Connelly. Phim do Brad Furman đạo diễn với kịch bản viết bởi John Romano, có sự tham gia của Matthew McConaughey trong vai luật sư trên danh nghĩa, Mickey Haller, cùng diễn xuất của Ryan Phillippe, Marisa Tomei, Josh Lucas, William H. Macy và Bryan Cranston.